# AZ (rappeur)
Pour les articles homonymes, voir AZ.
AZ, né Anthony Cruz le 9 mars 1972 à New York, est un rappeur américain. Originellement connu sous le nom d'AZ the Visualiza, il est connu pour son association avec Nas et ses nombreux succès critiques solo, malgré leur faible succès commercial.
About.com le choisit premier dans sa liste des « 10 rappeurs les plus sous-estimés de tous les temps ». Il est également inclus dans la liste des « 50 meilleurs MCs de notre époque » (1987–2007), où il est décrit comme « sans doute le parolier le plus sous-estimé de tous les temps ».

## Biographie
AZ participe à l'album Illmatic du rappeur Nas publié en 1994, plus précisément sur le titre Life's a Bitch, ainsi qu'à la voix pour The Genesis. AZ signe au label EMI, et publie son premier album Doe or Die en 1995, bien accueilli par la presse spécialisée, mais avec des ventes mitigées. Le single principal de l'album, Sugar Hill, devient le titre le plus rentable d'AZ, atteint la 25e place du Billboard Hot 100, et est certifié disque d'or par la RIAA. Le contrat d'AZ avec EMI est transféré au label frère Noo Trybe/Virgin Records à la fermeture d'EMI Label Group. En 1997, Nas et lui participent à une publicité pour la boisson Sprite. Toujours en 1997, le groupe The Firm avec AZ, Nas, Nature, et Foxy Brown publie son seul album en tant que groupe, The Album. L'album est notamment produit par Dr. Dre. Le groupe se sépare peu après la publication de l'album. En 1998, AZ publie son deuxième album, Pieces of a Man. La même année, AZ apparait dans le film Belly avec Nas, DMX, et Method Man.
Après la publication de Pieces of a Man, AZ signe avec Motown/Universal Records et publie 9 Lives. En 2002, il publie Aziatic. Un single extrait de l'album, The Essence (avec Nas) est nommé aux Grammy Awards dans la catégorie de « meilleure performance rap d'un groupe/duo ». En 2004, AZ prévoit la publication de son quatrième album, Final Call. Cependant, sa sortie est annulée car trop de téléchargements illégaux de l'album sur Internet ; il est finalement publié en 2008 sous le titre Final Call (The Lost Tapes). Il publie ses cinquième et sixième albums A.W.O.L. et The Format en 2005 et 2006, respectivement.

### Premiers albums (1995–1998)
Doe or Die est publié le 10 octobre 1995 au label EMI Records. L'album fait participer des artistes comme Nas et Miss Jones, et est produit par N.O. Joe, Pete Rock, L.E.S., et Buckwild. Après sa sortie, Doe or Die devient un succès commercial modéré. L'album atteint la 15e place du Billboard 200, et la première des U.S. Top R&B/Hip Hop Albums. Doe or Die contient plusieurs singles, dont Mo Money, Mo Murder, Mo Homicide, Gimme Your's (Remix), Doe or Die et Sugar Hill, les trois derniers ayant atteint les classements.
AZ publie son deuxième album, Pieces of a Man, le 19 mai 1998, cette fois au label Virgin Records. L'album est félicité pour ses paroles. Il atteint la 5e place des R&B Albums et la 22e du Billboard 200. Entre 2000 et 2001, respectivement, il fera paraître les albums S.O.S.A. (Save Our Streets AZ) et Show You Love.
Le 12 juin 2001, il publie son troisième album, 9 Lives qui atteint la 23e place du Billboard 200 et la quatrième des Top Hip Hop / R&B Albums. Le single principal, Problems, et son clip, atteignent la 34e place des Hot Rap Singles.

### AziaticetA.W.O.L.(2002–2005)
Aziatic, publié le 11 juin 2002, est considéré comme l'album qui marque le retour d'AZ, restaurant ainsi sa crédibilité. L'album contient le style et le flow d'AZ. Il contient également un titre en duo avec Nas, The Essence, nommé pour un Grammy dans la catégorie « meilleure performance rap d'un groupe/duo ». L'album est généralement bien accueilli par la presse spécialisée, comme AllMusic : « AZ est connu pour faire des chansons incroyables. Parviendra-t-il à nous impressionner encore plus ? Sur cet album, c'est le cas. Du début à la fin, le beat de cet album est complexe, innovateur, et colle presque parfaitement aux rimes d'AZ... »
A.W.O.L. est publié le 5 septembre 2005. Il est publié après Final Call en 2004. Il contient les singles Still Alive et Envious. L'album atteint la 73e place du Billboard 200.

### The FormatetUndeniable(2006–2008)
The Format est produit par Fizzy Womack (Lil' Fame de M.O.P.), Face Defeat, Emile, J. Cardim, Phonte, Statik Selektah et DJ Premier. Il fait participer M.O.P., Little Brother, et d'autres artistes du nouveau label d'AZ, Quiet Money Records. Le premier single s'intitule The Format, produit par DJ Premier, et Vendetta est sa face B. The Format contient également le titre bonus Royal Salute. Le 7 octobre 2007, Quiet Money publie The Format (Special Edition) avec six pistes bonus comme Royal Salute.
(Undeniable est publié le 23 octobre 2007 aux labels Fast Life Music et Koch Records. L'album atteint la 141e place du Billboard 200.

### Doe or Die 2(depuis 2009)
En octobre 2009, AZ confirme la publication d'un neuvième album, Doe or Die 2. Il espère pouvoir faire participer l'équipe de production pour Doe or Die comme L.E.S., Pete Rock, DR Period et Buckwild. Il confirme des titres avec Pete Rock, comme Rather Unique Part II. AZ veut également faire participer DJ Toomp, Dr. Dre et Kanye West aux beats, ainsi que son vieux partenaire Nas. Le premier single de l'album s'intitule Feel My Pain, produit par Frank Dukes. En 2010, l'ancien membre de Da Beatminerz, Baby Paul, confirme produire l'album et en devenir le producteur exécutif. Le 30 novembre 2010, il publie une édition spéciale 15 ans de Doe or Die intitulée Doe or Die: 15th Anniversary. En 2010, Dr. Dre et Kanye West sont annoncés trop occupés pour l'album, mais AZ se dit patient. Il tente également de faire participer DJ Premier. En 2011, AZ confirme la participation de Nas.
Le 27 mars 2012, AZ publie le premier street single de Doe or Die 2, My Niggas. AZ participe à l'album de Ghostface Killah, 36 Seasons, en 2014.

## Discographie

### Albums studio
- 1995 : Doe or Die
- 1998 : Pieces of a Man
- 2001 : 9 Lives
- 2002 : Aziatic
- 2005 : A.W.O.L.
- 2006 : The Format
- 2008 : Undeniable
- 2008 : Final Call (The Lost Tapes)
- 2009 : Legendary

### Album promotionnel
- 2000 : S.O.S.A. (Save Our Streets AZ)

### Compilations
- 2004 : Decade 1994–2004
- 2008 : Anthology (B-Sides & Unreleased)
- 2010 : Doe or Die: 15th Anniversary

### Mixtape
- 2009 : G.O.D. (Gold, Oil & Diamonds)

### Album collaboratif
- 1997 : Nas, Foxy Brown, AZ, and Nature Present The Firm: The Album